# Еврейска бенеберитска ложа
Еврейска бенеберитска ложа е обществено-политическа еврейска организация в България.
Основана е през 1897 г. в Пловдив, Княжество България. Седалището на Великата (централна) ложа отначало е в Пловдив, по-късно се премества в София. Има 12 ложи на територията на България. Членува в световната организация Бней Брит, с централа в САЩ. Развива благотворителна и културна дейност сред българските евреи. Преустановява дейността си през 1941 г.
Архивът ѝ се съхранява във фонд 464К в Централен държавен архив. Той се състои от 23 архивни единици от периода 1920 – 1939 г.